# Tình yêu lãng mạn

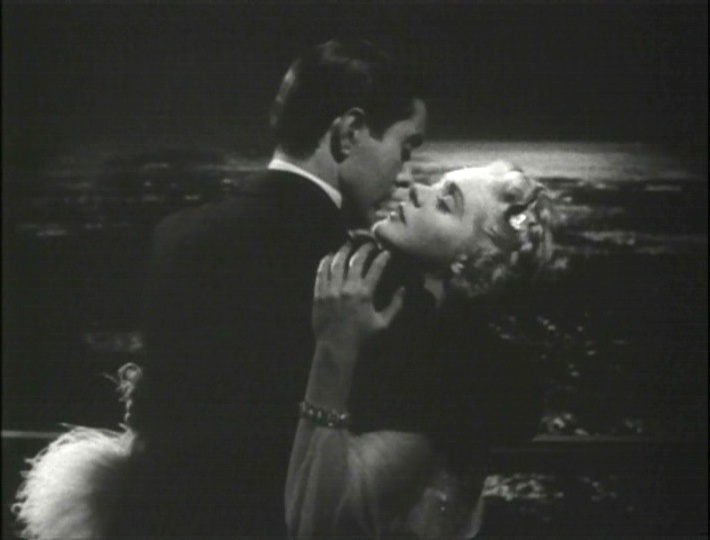
Tyrone Power ôm Alice Faye trong bộ phim năm 1938 Alexander's Ragtime Band.

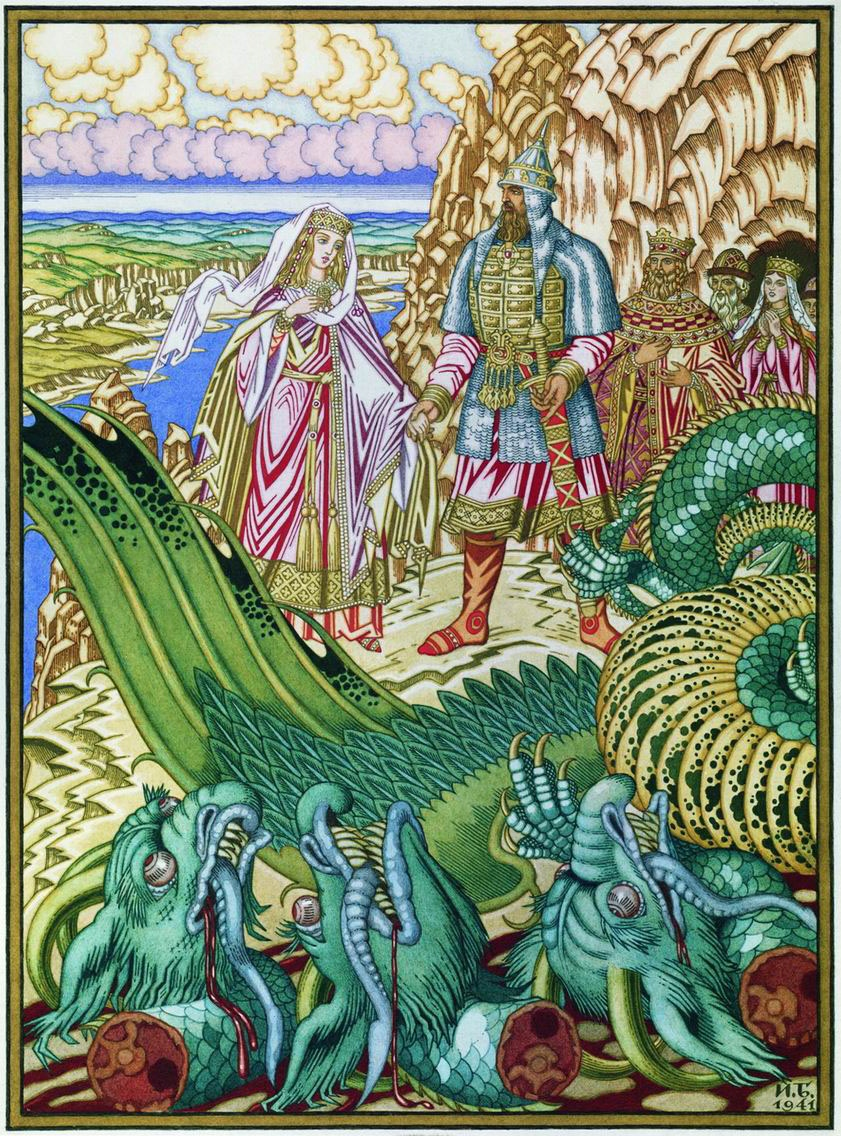
Một hiệp sĩ giải cứu một phụ nữ khỏi một con rồng, tranh của Ivan Bilibin

Lãng mạn là một cảm xúc cảm giác của tình yêu, hoặc một sức hấp dẫn mạnh mẽ đối với người khác, và các hành vi tán tỉnh được một người thực hiện để bày tỏ những cảm xúc của mình về một người khác.
Từ điển Bách khoa Toàn thư về Nghiên cứu Gia đình của Wiley Blackwell nói rằng "Tình yêu lãng mạn, dựa trên mô hình hấp dẫn lẫn nhau và dựa trên sự kết nối giữa hai người gắn kết họ như một cặp đôi, tạo ra điều kiện để đảo ngược mô hình hôn nhân và gia đình mà nó hình thành."  Điều này chỉ ra rằng tình yêu lãng mạn có thể là nguyên nhân tạo nên sức hút giữa hai người. Thuật ngữ này chủ yếu được sử dụng bởi "các nước phương Tây sau những năm 1800, đã được xã hội hóa thành: tình yêu là điều kiện tiên quyết cần thiết để bắt đầu một mối quan hệ thân thiết và thể hiện nền tảng để xây dựng những bước tiếp theo trong một gia đình."
Ngoài ra, Từ điển Collins mô tả tình yêu lãng mạn là "cường độ và sự lý tưởng hóa của một mối quan hệ tình yêu, trong đó đối tượng được yêu được coi là có các đức tính, vẻ đẹp, v.v.  phi thường, đến mức mối quan hệ này vượt qua tất cả những cân nhắc khác, kể cả những mối quan hệ vật chất." 
Mặc dù cảm xúc và cảm giác của tình yêu lãng mạn có liên quan rộng rãi với sự hấp dẫn tình dục, nhưng cảm xúc lãng mạn có thể tồn tại mà không mong đợi sự thỏa mãn về thể chất và được thể hiện sau đó. Về mặt lịch sử, thuật ngữ lãng mạn bắt nguồn từ lý tưởng thời trung cổ về tinh thần hiệp sĩ như được đặt ra trong văn học lãng mạn hiệp sĩ.